# Cantonul Sarreguemines
Cantonul Sarreguemines este un canton din arondismentul Sarreguemines, departamentul Moselle, regiunea Lorena, Franța.

## Comune
| Comune        | Populație (1999) | Cod poștal | Cod INSEE |
| ------------- | ---------------- | ---------- | --------- |
| Sarreguemines | 23.202           | 57200      | 57631     |